# Ndogbatogué II
Ndogbatogué II est un village du Cameroun, rattaché à la commune de Nyanon, situé dans le département de la Sanaga-Maritime et la région du Littoral, situé sur la piste rurale qui lie Ndémé à Nkongkwalla, à 5 km de Ndémé. 

## Population et développement
En 1967, la population de Ndogbatogué II était de 101 habitants, essentiellement des Bassa. La population de Ndogbatogué II était de 360 habitants dont 174 hommes et 186 femmes, lors du recensement de 2005. 